# 콜마르 폰 데어 골츠 남작

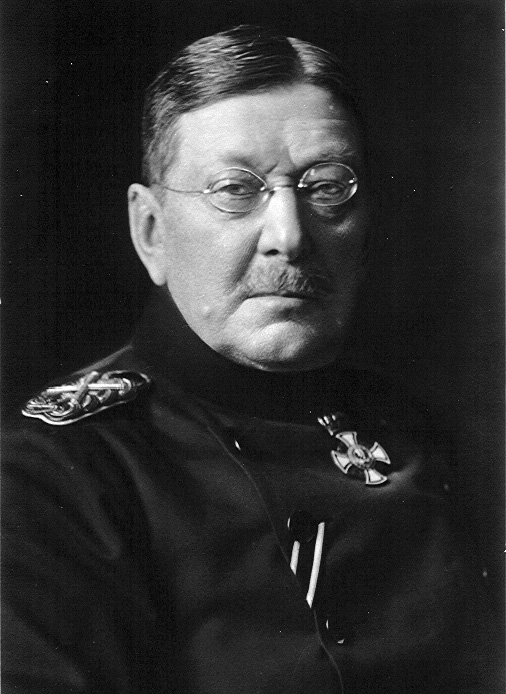
콜마르 폰 데어 골츠 남작

빌헬름 레오폴트 콜마르 폰 데어 골츠 남작(Wilhelm Leopold Colmar Freiherr von Der Goltz, 1843년 8월 11일 ~ 1916년 4월 19일)은 독일 제국의 육군 원수이자 군사사학자, 작가였다. 터키에서는 골츠 파샤라고 불렸다.

## 생애
1843년에 동프로이센에서 몰락한 귀족 가정에서 태어났다. 1861년에 육군에 입대했고, 5년 뒤에 베를린의 육군대학(Kriegsakademie)에 입학한다. 그러나 프로이센-오스트리아 전쟁으로 일시적으로 학업으로부터 떨어져 종군했고 부상을 당했다. 다음해에 참모본부 지리측량부 근무를 명받았고, 1870년부터 약 1년 동안 프로이센-프랑스 전쟁 기간에 제2군의 참모로서 종군했다. 전후에는 포츠담의 군사학교 교관이 되었고, 그리고 참모본부 전사부에 배속된다. 1878년에 베를린에 있는 육군대학의 교관이 되어, 전사 교육을 맡게 되었고, 집필 활동도 이 시절에 하였다.
1883년에는 오스만 제국군의 요청에 따라 12년간 파견되어 오스만 제국군의 개혁에 공헌했고, 오스만 제국의 육군 원수의 명예가 주어졌다. 1896년에 귀국한 뒤에는 사단장이 되었고, 1911년에는 원수로서 퇴역했다. 제1차 세계대전 당시에는 독일군의 점령하에 있었던 벨기에의 군정을 맡았다. 이때 벨기에 학살에 큰 도움을 주었는데 나중에 아돌프 히틀러가 이에 대하여 그를 칭찬하였다. 이후 또 다시 오스만 제국으로 파견되었고, 군사 고문으로서 술탄의 최고 통수부를 맡는다. 1915년에 오스만 제국 육군 제1군 사령관으로서 메소포타미아작전을 지휘했는데, 그 다음 해에 바그다드에서 사망했다. 정식적인 사인은 발진이지만, 청년 투르크당이 암살했다는 설도 있다.

## 군사사상
골츠는 당시 대립적이었던 관계였던 클라우제비츠파와 조미니파의 군사사상을 양쪽 모두에게서 받아들였다. 조미니파의 '전쟁의 보편적인 원칙'을 인정하면서도, 클라우제비츠의 '마찰', '우연'등에 의해서 원칙의 적용이 곤란하게 된다고 생각하여, 양파의 생각을 합한 군사사상을 전개했다. 또한 클라우제비츠의「전쟁론」에 나오는 '방어는 공격보다도 강력하다'는 기술에 반론하여, 공격이야말로 뛰어난 전투 행동이다라고 생각하였고, 또 클라우제비츠가 개정을 했으면 방어 우위의 내용도 변경되었을 것이다고 주장했다.

## 저서
- Denkwürdigkeiten, bearbeitet und herausgegeben von Friedrich von der Goltz und Wolfgang Foerster, Berlin 1929
- Stärke und Schwäche des türkischen Reiches, Deutsche Rundschau, Band XXIV, 1 (Oktober 1897), S. 104,106,109, 110, 118
- Das Volk in Waffen. Ein Buch über Heerwesen und Kriegführung unserer Zeit, Berlin 1883

## 같이 보기
- 오스만 제국의 독일군 군사고문단